# Distrito electoral de Richland II
Richland II (en inglés: Richland II Precinct) es un distrito electoral ubicado en el condado de Sarpy en el estado estadounidense de Nebraska. En el Censo de 2010 tenía una población de 1544 habitantes y una densidad poblacional de 335,67 personas por km².

## Geografía
Richland II se encuentra ubicado en las coordenadas 41°10′21″N 96°7′38″O / 41.17250, -96.12722. Según la Oficina del Censo de los Estados Unidos, Richland II tiene una superficie total de 4.6 km², de la cual 4.6 km² corresponden a tierra firme y (0%) 0 km² es agua.

## Demografía
Según el censo de 2010, había 1544 personas residiendo en Richland II. La densidad de población era de 335,67 hab./km². De los 1544 habitantes, Richland II estaba compuesto por el 92.94% blancos, el 0.58% eran afroamericanos, el 0.45% eran amerindios, el 1.1% eran asiáticos, el 0% eran isleños del Pacífico, el 1.55% eran de otras razas y el 3.37% pertenecían a dos o más razas. Del total de la población el 6.02% eran hispanos o latinos de cualquier raza.